# Запис Стојановића крушка (Бербатово)
Запис Стојановића крушка (Бербатово) се налази на парцели чији је власник Стојановић Стојан.

## Локација
| Општина             | Ниш-Палилула                                                                |
| Катастарска општина | Бербатово                                                                   |
| Потес               | Дел                                                                         |
| Координате          | 43° 15′ 44″ С; 21° 55′ 51″ И / 43.262300000000003° С; 21.930700000000002° И |
| Надморска висина    | 424m                                                                        |

## Карактеристике
Дендрометријске вредности утврђене на терену и сателитским снимцима:
| Стабло                     | крушка |
| Висина стабла              | m      |
| Обим дебла                 | m      |
| Пречник крошње             | 12m    |
| Пречник дебла              | m      |
| Висина дебла до прве гране | m      |

## База записа
Запис је у оквиру Викимедија пројекта "Запис - Свето дрво" заведен под редним бројем 1021.